# Милохово
Милохово — деревня в Ярцевском районе Смоленской области России. Входит в Ярцевское городское поселение.
Ранее — станция (как населённый пункт). До 2005 года станция входила в состав Петровского сельского округа, ранее — Петровского сельсовета. В 2005 году включена в состав Ярцевского городского поселения. В 2006 году включена в городскую черту, в 2012 году исключена из реестра населенных пунктов, в 2017 году Милохово было восстановлено как населённый пункт в категории деревня.
Постоянного населения нет.
Основная улица Милохово.
Расположена в центральной части области в 2 км к востоку от центра Ярцева, в 2 км южнее автодороги М1 «Беларусь», на берегу реки Ракита. В 0,1 км южнее улицы расположена железнодорожная станция Милохово на линии Москва — Минск.

## История
В годы Великой Отечественной войны станция была оккупирована гитлеровскими войсками в июле 1941 года, освобождена в сентябре 1943 года.